# Isola di Vindication
Vindication Island è una piccola isola disabitata situata nell'Oceano Atlantico e facente parte delle Isole Sandwich Australi. Dista a poco più di 3 km dall'Isola Candlemas, da cui è separata dal Canale di Nelson.

## Geografia
L'Isola Vindication è ciò che rimane di un antico gruppo vulcanico e il suo punto più elevato è il Quadrant Peak con i suoi 430 metri di altitudine. A differenza delle vicine Isole Candlemas, dove è presente attività vulcanica, sull'isola non si registrano segni di attività da oltre 10.000 anni.
A circa 600 metri a ovest dell'isola affiora uno scoglio denominato Buddha Rock.